# Telosentis lutianusi
Telosentis lutianusi is een soort in de taxonomische indeling van de Acanthocephala (haakwormen). De worm wordt meestal 1 tot 2 cm lang. Ze komen algemeen voor in het maag-darmstelsel van ongewervelden, vissen, amfibieën, vogels en zoogdieren.
De haakworm komt uit het geslacht Telosentis en behoort tot de familie Illiosentidae. Telosentis lutianusi werd in 1990 beschreven door P. C. Gupta & V. C. Gupta.